# Kastri-Kultur
Die Kastri-Kultur (von einigen Forschern auch Lefkandi I-Kultur genannt) ist eine vorgriechische, bronzezeitliche Gesellschaft auf dem Gebiet der Kykladen, Euböas, Attikas und Böotiens. Sie wird auf den Zeitraum zwischen 24. und 21. Jahrhundert v. Chr. datiert und liegt damit im Übergang zwischen den Phasen II und III der frühhelladischen Zeit innerhalb der Kykladenkultur. Sie ist benannt nach der befestigten Siedlung Kastrί im Nordosten der Insel Syros.
Aufgrund der räumlichen Nähe zu Funden aus der zeitlich vorangegangenen Keros-Syros-Kultur werden beide manchmal unter dem Namen „Keros-Kultur“ zusammengefasst oder die Kastri-Kultur generell der Keros-Syros-Kultur zugeordnet. Französische und deutsche Darstellungen unterscheiden oft nicht, während die neuere Literatur der englischsprachigen Welt in der Regel eine Trennung vornimmt.

## Siedlungen
In der Kastri-Kultur sind die Siedlungen verdichtet und sie weisen erstmals deutlich erkennbare Befestigungsanlagen auf. Darin wird ein Hinweis auf zunehmende Konflikte zwischen Bevölkerungsgruppen gesehen.

### Kastrίauf Syros
Die bedeutendste der Siedlungen aus der mittleren Epoche der frühkykladischen Zeit ist die namensgebende Festung Kastrί auf Syros. Sie liegt etwa 40 m unter dem Gipfel eines steilen und zerklüfteten Berges an der Route zwischen dem attischen Festland und dem einzigen guten Hafen der Insel, heute die Hauptstadt Ermoupoli. Sie wurde 1898 vom Christos Tsountas, dem „Vater der Kykladenforschung“, entdeckt und ausgegraben. In den 1960er Jahren wurden weitere Grabungen nach modernen Methoden durch die deutsche Archäologin Eva-Maria Fischer-Bossert vom Deutschen Archäologischen Institut in Athen vorgenommen.
Die Siedlung liegt auf der einzigen zugänglichen Seite des Gipfels und ihre Mauern sperren ihn gegen das Meer ab. Die Mauer ist in einer Länge von etwas über 70 m erhalten, eine Verlängerung im Osten um knapp zehn weitere Meter bis zur nächsten Felswand gilt als sicher. Erhalten ist eine Höhe der Befestigungsmauern zwischen 1 und 1,30 m, über die ursprüngliche Höhe kann nur spekuliert werden, 2–2,50 m gelten als wahrscheinlich. Die Stärke der Mauer schwankt zwischen 1,30 und 1,80 m, aus ihr springen fünf Bastionen vor, deren Seitenwände etwas dünner, die Frontseiten aber bis zu 2,50 m dick sind. Diese dem Angreifer zugewandten Fronten der Bastionen sind auch als einzige Bauwerke mit Erdmörtel zur Verstärkung ausgeführt, alle anderen Mauern der Siedlung bestehen aus trocken aufgeschichtetem Kalkstein.
Der Hauptmauer war in einem Abstand von nur 80 cm bis 2,30 m noch ein schwaches Mäuerchen vorgelagert, sodass ein Eindringling einen gefährlichen Zwinger überwinden musste.
Drei Eingänge führten durch die Mauern. Sie waren mit doppelten Toren versehen, die äußere führte in einen kleinen abschließbaren Raum, erst dessen Tür gab den Weg in die Siedlung frei.
Die Siedlung hinter der Mauer hat vermutlich in ihrer Blütezeit den ganzen Gipfel bedeckt. Die Bauten im höchsten Teil sind jedoch nicht einmal im Fundament erhalten. Etwas mehr als 40 Räume, in dichter Bebauung hinter der Mauer lassen sich noch rekonstruieren. Jeweils ein bis zwei Räume bildeten ein Haus. Drei isolierte Bauten gelten als Vorratsspeicher. Ein Komplex mit drei Räumen, die sich um einen, durch eine Stichmauer abgeschirmten Hof lagern, wurden vereinzelt als Heiligtum angesehen. Belege gibt es dafür nicht.
Eines der Gebäude wurde durch Funde von Schlacke, Fragmente von Tiegeln und metallene Werkstücke als Metallgießerei identifiziert. In mehreren konnten noch Überreste von Herden gefunden werden.
Die Wehrmauer wurde im Laufe der Zeit einmal verstärkt, die Siedlungsbauten zeigen aber keine Spuren von Umbauten. Daraus ist zu schließen, dass die Siedlung Kastrί nur kurze Zeit bestand. Ein bis zwei Generationen werden als Dauer angenommen. Dazu passt die kleine Zahl an Gräbern der Epoche. Es gibt Hinweise auf ein großes Feuer in der Siedlung. Ob es der Grund war, sie aufzugeben, oder ob das Leben am Berg, entfernt von Wasserquellen und die selbst im milderen und fruchtbareren Klima der Zeit harschen Lebensbedingungen die Bewohner veranlassten, wegzuziehen, kann nicht mehr beantwortet werden.

### Pánormosauf Naxos
Der Kastri-Kultur werden einige weitere kleine Siedlungen zugeordnet. Auf Syros selbst, im Süden von Naxos und bei Pyrgos auf Paros wurden bisher keine systematischen Ausgrabungen vorgenommen.
Freigelegt wurde die kleine Burganlage Korfari ton Amygdalion beim Kap Pánormos im Südosten der Insel Naxos. Sie ist nur 18 auf 24 Meter groß und besteht aus zwanzig kleinen Räumen, die sich innerhalb einer 1 m dicken Mauern mit bastionsartigen Ausbuchtungen zusammendrängen. Es gibt nur einen Zugang über eine 80 cm breite Treppe.

### Am BergKynthosauf Delos
Am Berg Kynthos auf der Insel Delos bestimmt das unebene Gelände des Gipfelplateaus die Siedlungsform; die Bauten hier bestehen nur aus einem Raum und haben teilweise runde Wände. Diese allerdings sind teilweise so dick, dass sie als Befestigung angesehen werden müssen.

## Archäologische Funde
In der Kastri-Kultur treten erstmals keramische Gefäße auf, die nicht mehr nur dunkel oder hell gebrannt sind, sondern deren Ton einen kräftigen Rotton aufweist. Typisch für die Epoche sind Henkelkrüge, Tassen mit zwei grazilen Henkeln und depas amphikypellon, schlanke zylindrische Gefäße mit langen, schmalen Henkeln. Daneben treten weiterhin flache Schalen und Pfannen auf, neu sind nach innen gekrümmte Ränder und plastisch aufgesetzte Verzierungen in geometrischen Formen.
Die größte Innovation ist die Töpferscheibe. Auch wenn sie noch selten eingesetzt wird, ermöglicht sie doch den präziseren und wesentlich einfacheren Umgang mit keramischen Formen.
Die wenigen Funde aus Marmor unterscheiden sich nicht von denen der vorangegangenen Keros-Syros-Kultur.
Wesentlich häufiger als früher sind jedoch Funde aus Metall. Ein bronzenes Sägeblatt aus Kastrί ist das älteste der Region. Daneben wurden Ahlen und Meißel gefunden. Die Legierung der Bronze ist identisch mit Funden in Troja II, die Erze kamen vermutlich überwiegend aus Kleinasien. Auch Schmuckstücke wurden aus Metall gefertigt: Aus Kastrί stammt ein Diadem aus Silber, das aus Platten besteht, in die abstrakte, runde Muster, vierfüßige Tiere und eine vermutlich menschliche Figur getrieben wurden.

## Kulturelle Verbindungen
Eine Siedlung mit so aufwändigen Verteidigungsanlagen wie Kastri muss Vorgänger gehabt haben, die aber bislang nicht gefunden wurden. Die Mauern richteten sich gegen Feinde, die sicher nicht von der Insel Syros selbst stammten, sondern über das Meer erwartet wurden. Für längere Belagerungen war die Siedlung nicht ausgelegt, es fehlte insbesondere an Wasservorräten, so dass die Bedrohung nur in kurzen, heftigen Angriffen bestanden haben kann. In der Literatur wird über Piraten als Gefahr der Kykladensiedlungen spekuliert.
Stilistisch entsprechen viele Funde der Kastri-Kultur den auf Euböa (Lefkandi), Ägina (Kolonna), in Ost-Attika (Rafina) und Böotien (Eutresis, Orchomenos, Theben) gemachten, so dass hier erstmals ein nennenswerter Austausch zwischen den Ägäischen Inseln und dem griechischen Festland angenommen werden kann. Einige Autoren fassen die Kastri-Kultur daher mit der des Festlands unter dem Namen „Lefkandi I-Kultur“ zusammen.
Aus der Kastri-Epoche sind Handelsbeziehungen bis Kreta sowie nach Kleinasien bekannt. Das Verhältnis der kykladischen Güter in den Zielgebieten zu den Gütern des Festlandes auf den Kykladen gibt einen deutlichen Hinweis darauf, dass es die Inselbewohner waren, die den Handel fest in ihrer Hand hatten. Sie exportierten wesentlich mehr Güter und erwarben ihrerseits nur wenige, hochwertige Produkte.

## Abbruch der Siedlungskontinuität
Am Ende der Kastri-Kultur (kurz nach 2200 v. Chr.) bricht die Siedlungstätigkeit ab. Für 100–150 Jahre gibt es keine bekannte Siedlung auf den Kykladen. Auch an Orten wie Agia Irini auf Kea, die von Anfang der frühkykladischen Zeit und auch später wieder besiedelt waren, gibt es eine große Lücke in der Kontinuität. Die Gründe sind unbekannt. Erst im 20. Jahrhundert v. Chr. sind wieder Siedlungen in den Kykladen nachweisbar, dann beginnt der Aufstieg von Phylakopi auf Milos.